# Nationalflugspende

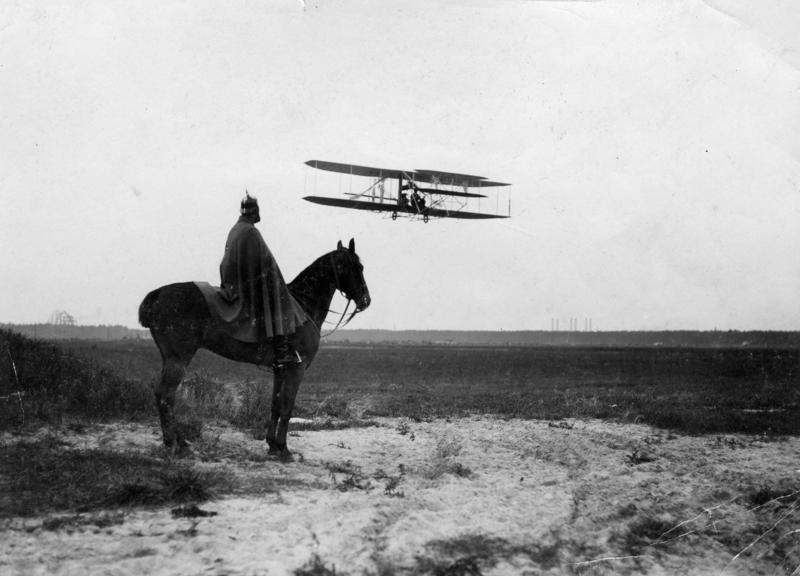
Reiter und Luftfahrzeug auf dem Flugplatz Johannisthal (Foto von 1910)

Die Nationalflugspende war eine nationale Geldsammelaktion, von der Regierung vor dem Ersten Weltkrieg dazu eingerichtet, die Entwicklung der deutschen Flugzeugindustrie voranzutreiben.

## Geschichte
Auf Anregung August Eulers wurde 1912 im Deutschen Reich nach dem Vorbild der Zeppelinspende des deutschen Volkes die „Nationalflugspende“ von Prinz Heinrich von Preußen geschaffen, um auf diese Weise – wie es offiziell hieß – „unaufhaltsam weiterzuarbeiten an der Vervollkommnung der Flugapparate, an der Ausbildung der Flieger, auf dass Gefahren vermindert, die Leistungen erhöht werden“. Die Spendenaktion begann mit dem Spendenaufruf des Prinzen während seiner Eröffnungsrede anlässlich der vom 3. bis 14. April 1912 stattfindenden Allgemeinen Luftfahrt-Ausstellung in Berlin. Ende 1912 betrug der Spendenstand 7,5 Millionen Mark. Die gesammelten Gelder wurden teilweise an die Industriebetriebe vergeben, um die Flugzeugentwicklung voranzutreiben, teilweise wurden auch nicht geringe Beträge als Prämien für die damals stattfindenden zahlreichen Flugtage ausgelobt. Auf Initiative des Reichskolonialamtes und des Deutsch-Südwestafrikanischen Luftfahrervereins wurden 100.000 Mark für den Aufbau des Flugwesens in den Deutschen Schutzgebieten verwendet.
Präsident des Komitees für die Nationalflugspende war der frühere Staatssekretär Arthur von Posadowsky-Wehner, das Amt des Schatzmeisters übernahm Franz von Mendelssohn.